# Tenuiphantes morosus
Tenuiphantes morosus là một loài nhện trong họ Linyphiidae.
Loài này thuộc chi Tenuiphantes. Tenuiphantes morosus được Andrei V. Tanasevitch miêu tả năm 1987.